# パワーテイクオフ

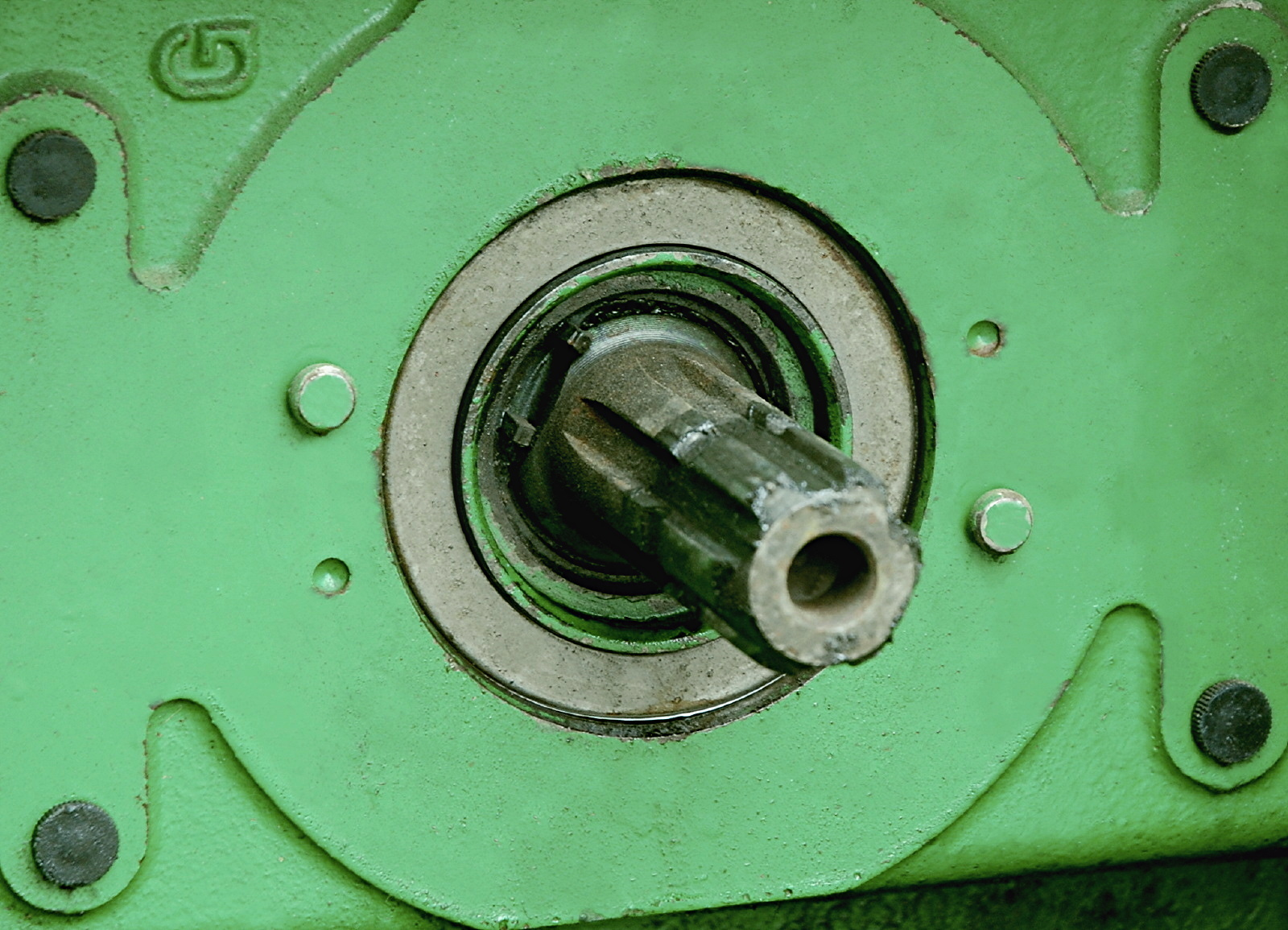
農業用トラクタのPTO軸

パワー・テイク・オフ（英: Power take-off ） あるいは単に PTO (ピーティーオー)とも呼ばれる装置は、クレーンつきトラック、ダンプカー、積込圧縮装置付塵芥車などの作業装置付き自動車や耕耘機、農耕用トラクターなどの特種構造作業車両において、エンジン動力（回転力）を作業装置用の動力として取り出すための機構である。

## 装備例

### 自動車
PTOが装備される自動車は、消防車、散水車、クレーンつきトラック、ダンプカーなど、回転力を直接用いる作業装置や、油圧装置による作業機械を備えた車両である。ダッシュボードに設けた「PTOスイッチ」または、運転席付近に設けた「PTOクラッチレバー」を操作してPTO装置出力軸の駆動と停止を切り替える。
PTO装置の取り付け位置（回転力取り出し位置）は、作業装置の目的や必要とする回転トルクに応じて下記三種類の方式が多用されている。
トランスミッションサイドPTO
基本的に車両が走行していない状態でPTOを使用するタイプ。ダンプカー、トラッククレーン、積載型クレーン付トラック、高所作業車など。比較的に低回転かつ小容量な油圧ポンプを駆動するのに適した方式で、最も一般的なタイプ。
使用にあたっては、車両を停止させ、トランスミッションのギアをニュートラル、またはパーキングに入れてから、PTOスイッチまたはPTOクラッチレバーを操作することで油圧ポンプが始動し、機器に油圧が供給される構造になっている。クラッチつきの車輛では、PTO始動操作時にクラッチペダルを踏む必要があるもの、またパーキングブレーキを引く必要がある車輛もある。
駐車して作業装置を使用するのが前提の車両では近隣へのエンジン騒音低減の目的から定格回転数の低い油圧ポンプを採用したものが一般的であり（定格回転数1500r.p.m以下のものが多い）、PTOを作動させたままの走行は油圧ポンプの定格回転数を大きく超えて焼損したり破損する可能性があるため、禁止としているメーカーが多く、PTO装置が作動したままシフトレバーを中立（ニュートラル）または、パーキング以外の位置へ操作すると警告音を鳴らしたりPTO作動を強制停止する安全装置を付加しているメーカーもある。
フライホイールPTO
エンジンフライホイールから回転力を取り出すので、車両が停止時でも走行時でもPTOを使用できるタイプ。走行中に作業装置を作動させる必要がある車両に採用される。アジテータートラック（コンクリートミキサー車）、道路維持管理用散水車、道路維持管理用路面清掃車、トラック形除雪車、凍結防止剤（融雪剤）走行散布車など。エンジン最高回転数に対応できる高速型かつ小容量な油圧ポンプに適した方式。
フルパワーPTO（中挟み形PTO）
エンジンとトランスミッションの間に挟み込むように取り付けて主軸から直接回転力を取り出すタイプ。トランスミッションサイドPTOやフライホイールPTOは、歯幅の小さな歯車から回転力を横取りしているので大トルクを取り出すのは難しいが、フルパワーPTOではトランスミッション入力主軸から回転力を取り出すので、車両が停止中であればエンジン出力を100パーセント取り出すことが可能。比較的に高回転かつ強大なトルクを要する消防ポンプ車、大型排煙機送風機車、防災用排水ポンプ車、汚泥吸引車、大型高圧コンクリートポンプ車など。大容量なポンプ、ファン、コンプレッサーを駆動するものでは油圧装置を介さず、Vベルト多本数掛やプロペラシャフトで直接駆動する方式が多用されている。
その他の方式（フロントPTO）
エンジン前方の冷却ファンや車両電源用発電機、カーエアコン用コンプレッサーをベルト駆動するクランクシャフト軸にプーリーを追加して、ベルトで回転力を取り出すタイプ。トランスミッション横にPTOを取り付けるスペースの無い場合やPTO取付不可能形のトランスミッションを搭載した車種（小型車や軽自動車など）でこのタイプが多い。冷蔵車や冷凍車のガスコンプレッサーで多用されている。中-大型冷蔵車、冷凍車でもベルト駆動で充分な容量のガスコンプレッサーを用いる場合は、フライホイールPTOより軽量かつ安価になるので、このタイプが多用されている。キャンピングカーの居室用電源発電機もこのタイプが多い。
- 消防車
- 機械式塵芥車（パッカー車）
- ダンプカー
- タンクローリー
- コンクリートポンプ車
- バキュームカー
- レッカー車
- 高所作業車
- キャリアカー
- ラフテレーンクレーン・トラッククレーン
- 四輪駆動車のウインチ（ただし現代ではバッテリー駆動が主流である）
- タワーヤーダー（林業集材運材用ウインチ車）

### 特殊車両
二輪消防車
PTOを持った変わった乗り物としては排気量250ccのスクーターを用いた消防用のポンプスクーターが試作され、2004年に採用された。現場に自走していき、到着後PTOによってポンプを駆動する。
パラレル・ハイブリッド
いすゞ・エルフのハイブリッド車ではエンジンアシストとエネルギー吸収を行う電動機／発電機をPTOでリンクしている。
マスト車（飛行船係留車）

### 耕運機・農耕用トラクター
トランスミッションまたはトランスファーに出力軸を設け、エンジンの動力によってロータリーを回転させたり、直接装置を駆動したりする。ところが耕運機
をティラーとして用いる場合はロータリーは必要ではない。そのため、ロータリーへの動力伝達はPTO軸と呼ばれる軸を通して行われ、脱着可能になっている。また、PTO軸に接続された作業機の動作を停止するためのクラッチがある。

## 歴史
実験的なパワーテイクオフ装置は1878年にはすでに試みられていたが、インターナショナル・ハーベスターカンパニー（以下、IHC）は1918年に最初のPTOを装備したトラクタを製作した。1920年、IHCは自社の15から30馬力のトラクタにPTOの装備をオプション設定し、ネブラスカトラクター試験所(Nebraska Tractor Test Laboratory)に送られた最初のPTOを装備したトラクタとなった。
最初のPTO標準規格は1927年4月に米国農業工業会([:en:American Society of Agricultural and Biological Engineers ASAE])により採用された。PTOの回転数は536±10rpmとして指定され、回転方向は（トラクタ後方から見て）時計回りと定められ、後に回転数は540rpmに改められた。
1945年、カナダのオンタリオ州ブラントフォードのCockshutt Farm Equipment社は、ライブPTOを装備したCockshutt Model 30を発表した。ライブPTOはトラクタの走行とは独立してPTOの回転を制御することが出来た。これは、作業機をPTOによって駆動しながらでも、低速で走行したり停車したり出来る利点があった。近代的なトラクターでは、ライブPTOは押しボタンスイッチや切り替えスイッチで制御され、作業者をPTOシャフトから遠ざけることによって安全性を高めている。

## 技術的標準化

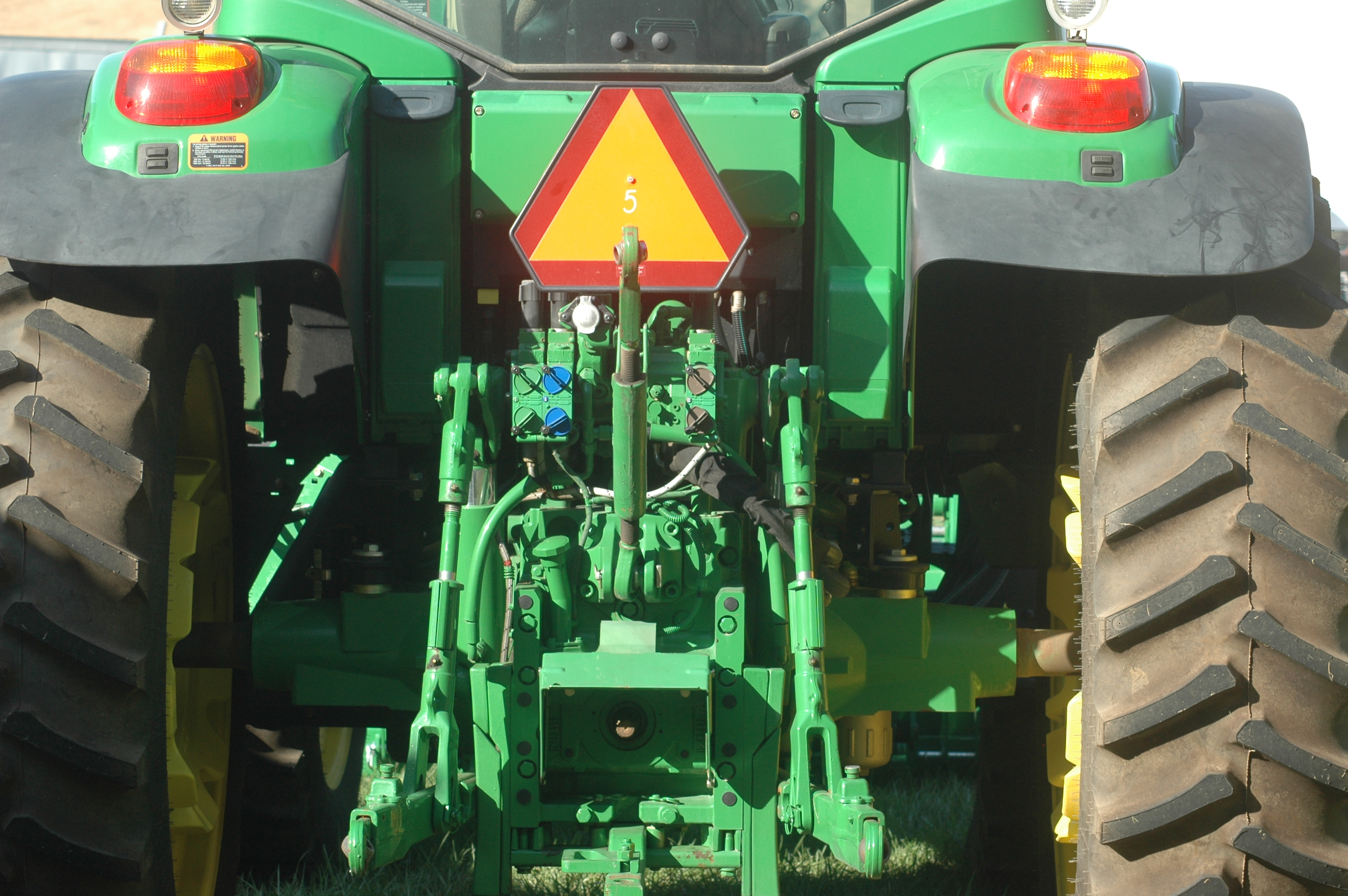
PTO軸は左右のタイヤに挟まれた中央下部に配置される

農業用トラクタのPTOは寸法と回転数が標準化されている。PTOのISO規格はISO 500で定められており、2004年の改訂でISO 500-1（一般仕様、安全要求事項、防護カバーの寸法等）、ISO 500-2（小型トラクタでの防護カバーの寸法等）、ISO 500-3（主なPTO寸法とスプラインの寸法、PTO軸の位置関係等）の3つに分割された。
基本的なPTO軸は毎分540回転(rpm)で使用される。540回転で使用されるPTO軸は6本のスプラインを持ち軸の直径は1⅜インチである。また、より高負荷の機器を駆動するために1000回転で使用する2つの種類のPTO軸がある。20本のスプラインを持つ直径1¾インチの太いPTO軸と、21本のスプラインを持つ1⅜インチのPTO軸である。これら3種類のPTO軸はいずれもトラクタ側から見て反時計方向に回転する。
1948年のランドローバー等の初期の作業機は10本のスプラインを採用したものもあったが、一般的な6本のスプラインに変換するアダプターが提供された。
農業機械メーカーは通例として、トラクタの馬力を表す指標はPTO軸から取り出せる出力を表示している。

## 危険性

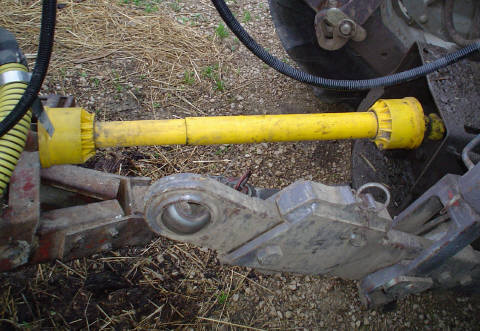
黄色い樹脂製の防護カバーに覆われたPTOシャフト

PTO軸とそれに接続されるPTOシャフト（ユニバーサルジョイント）は、農業を始めとする産業界に共通する危険要因である。米国安全性評議会(en:National Safety council)によると、1997年にアメリカ合衆国でのトラクターによる死者のうち、6%がPTOにかかわる原因であった。衣服のほんの小さな一片でも回転部に接触すると簡単に巻き込まれてしまう。衣服が巻き込まれることによって、手や足の切断、或いは死亡事故に至る。
2009年4月13日、元メジャーリーガーのマーク・フィドリッチは、自宅の農場で作業中、PTOによる事故で死亡した。友人が彼を発見したとき、彼は大型ダンプトラックの下で作業をしており、「彼は稼働中のトラックのPTOシャフトに衣服が巻き込まれた。」と弁護士が声明を出している。
いくつかの作業機は、作業者がPTOシャフトに巻き込まれるのを防止するため、樹脂製の防護カバーを備えているが、PTOシャフトをトラクタやトラックに装着する時に注意する点がある。いくつかの国では、シャフトの防護カバーが無い状態で使用するのが違法だからである。防護カバーはベアリング、あるいはスリーブを介してPTOシャフト全体を覆っており、チェーンによって固定され作業者がPTOシャフトに巻き込まれる事故を防止している。